# Mamadou Maiga
Mamadou Maiga (russisch Мамаду Майга Mamadu Maiga; * 10. Februar 1995 in Bamako) ist ein malisch-russischer Fußballspieler.

## Karriere
Maiga spielte bis 2016 in seiner Heimat beim Jeanne d’Arc FC und wechselte anschließend nach Belarus, wo er für Naftan Nawapolazk gespielt haben soll. Danach zog er nach Russland um, kam dort aber zunächst nur bei Amateurklubs unter. Zur Saison 2020/21 wechselte er dann zum Zweitligisten Weles Moskau. Für Weles debütierte er im August 2020 in der Perwenstwo FNL. In seiner ersten Spielzeit kam er zu 35 Zweitligaeinsätzen. In der Saison 2021/22 absolvierte er 25 Partien für die Moskauer.
Zur Saison 2022/23 wechselte der Defensivspieler zum Erstligisten FK Nischni Nowgorod. Dort gab er im Juli 2022 gegen Lokomotive Moskau sein Debüt in der Premjer-Liga.

## Persönliches
Maiga erhielt 2021 einen russischen Pass.